# توماس إس. كارتر
توماس إس. كارتر (بالإنجليزية: Thomas S. Carter)‏ هو شخصية أعمال أمريكي، ولد في 6 يونيو 1921 في دالاس في الولايات المتحدة، وتوفي في 12 مارس 2019.